# Databáze ANL
Databáze ANL, zkráceně ANL, je souborná databáze shromaždující výběrově zpracované články a statě z novin, časopisů a sborníků, v malé míře i monografií, vydávaných na území České republiky. Báze ANL vzniká v rámci Kooperačního systému článkové bibliografie. V současné době je garantem ANL Studijní a vědecká knihovna v Hradci Králové. Provoz báze zajišťuje Národní knihovna České republiky.

## Vznik a vývoj
Počátky analytické bibliografie spadají již do roku 1953, kdy Národní knihovna (tehdy Státní knihovna ČSR), zpracovala první ročník analytické bibliografie v tištěné podobě pod názvem Články v českých časopisech a byla součástí národní bibliografie. Každý rok tato bibliografie mapovala seriálovou, tedy časopiseckou a novinovou produkci v České republice, a tímto způsobem v tištěné podobě vycházela až do roku 1990. S postupným vývojem směrem k automatizaci procesů v českých knihovnách se tento projekt rozrostl při spolupráci Národní knihovny s tehdejšími státními vědeckými (budoucími krajskými) knihovnami do systému KOSABI – Kooperační systém článkové bibliografie. Tento systém, který se ve zkušebním provozu rozběhl v roce 1992, v ostrém provozu v roce 1993, koordinovalo Oddělení analytického zpracování NK ČR. To mělo na starosti řešení metodologických a technologických problémů, výběr excerpovaných titulů a rozsah jejich zpracování, případně propojení bibliografických záznamů na plné texty.
Po roce 2000 se používá pro tuto databázi stručné označení ANL. Je zpřístupňována na webových stránkách Národní knihovny. V roce 2010 systém pokrýval 684 titulů periodik a 658 titulů s tzv. řídkou periodicitou a sborníků. Ročně bylo do databáze vloženo 70 000 záznamů. Celkově tehdy databáze obsahovala cca 1 300 000 záznamů. Souběžně s ANL byly budovány také další oborové a regionální databáze, které společně s ANL vytvářely bibliografický systém národní úrovně.

K 1. březnu 2011 Národní knihovna ukončila svou účast na budování systému. Došlo k zastavení analytického zpracování asi 250 titulů. Z toho asi 220 titulů pokryly spolupracující knihovny. Národní knihovna pak nadále zástupně řešila projekt ANL+, který byl založen na vyhledávání v plných textech dokumentů. Krajské a další knihovny se podílejí kooperativně na dalším budování databáze pod metodickým vedením Pracovní skupiny pro analytickou bibliografii SDRUK ČR za koordinace procesů Studijní a vědeckou knihovnou v Hradci Králové.

## Obsah databáze
ANL obsahuje záznamy článků excerpovaných z českých časopisů. Od roku 2011 byly informace o článcích shromažďovány také v experimentální databázi ANL+, která byla zapojena v Jednotné informační bráně, a obsahovala zdigitalizované plné texty článků. Excerpce časopisů pro bázi ANL zahrnuje celostátně vydávané odborné časopisy a sborníky a regionální časopisy, sborníky a noviny. V aktualizaci k datu 6. 4. 2016 je na stránkách Souborného katalogu ČR uvedeno, že báze obsahuje 1 526 981 záznamů, roční přírůstek činí 58 000 záznamů. Z toho asi 20% záznamů je obohaceno o plný text.

## Vyhledávání
Databáze ANL umožňuje uživatelům základní a rozšířené vyhledávání, vyhledávání pomocí jazyka CCL a vyhledávání ve více bázích najednou, tj. NKC, SKC, CNB, ANL, SLK a KKL. Vyhledávání je možné specifikovat v rozšířeném vyhledávání určením dokumentu na články z denního tisu, články z časopisů a články ze sborníků. Dále má uživatel ve vyhledávání zadáním rešeršního dotazu na výběr pole název, autor, zdrojový dokument, recenzovaný dokument, předmět, rok, kód jazyka dokumentu, kód jazyka originálu, kód druhu dokumentu, sigla vlastníka a systémové číslo.

Schránka nabízí uživateli prostor, kde si může ukládat seznam vlastních vybraných citací. Uchovává záznamy zvolené uživatelem, umožňuje uživateli spravovat sbírku vybraných dokumentů.

## Přínos databáze
Analytická bibliografie, nebo také zjednodušeně pro běžné uživatele článková bibliografie, je důležitým nástrojem pro získávání informací o článcích a statích. Je to jedna z důležitých činností odborných, krajských a veřejných knihoven. Zpracovává a zprostředkovává uživatelům aktuální a hodnotné poznatky.

V únoru 2015 vyplynula z šetření využívání báze ANL její potřebnost pro informační činnost krajských knihoven a Národní knihovny ČR. Nové technologie umožňují rozšíření analytické bibliografie o plné texty článků v elektronické podobě. Je tedy potřebné takto analytickou bibliografii nadále rozvíjet.
Báze ANL je pro uživatele možností, jak rychle získat odborné informace zejména z celostátních a regionálních novin, místních a městských zpravodajů, má však velký význam také pro badatele z regionálního a historického hlediska.
Výběrová bibliografie je významným obohacením národní bibliografie. Systémy analytické bibliografie jsou budovány i v dalších zahraničních knihovnách všude po světě.